# Jürgen Köhne
Jürgen Köhne (* 2. März 1957 in Hannover) war vom 1. November 2014 bis 31. Oktober 2021 direkt gewählter hauptamtlicher Bürgermeister der niedersächsischen Stadt Laatzen. Er ist Mitglied der CDU.

## Leben
Jürgen Köhne wuchs in Rethen auf und machte dort seinen Hauptschulabschluss. Anschließend besuchte er die Handelsschule in Hannover, an der er den Realschulabschluss erwarb. 1975 begann er eine Verwaltungslehre beim damaligen Landkreis Hannover, der sich eine Ausbildung zum Beamten des gehobenen allgemeinen Verwaltungsdienstes in der gleichen Behörde anschloss. Seit 1983 ist Köhne Diplom-Verwaltungswirt.
Beim Landkreis Hannover war Jürgen Köhne zunächst im Bereich der Kulturförderung tätig, später, von 1990 bis 2001, als Führungskraft in der dortigen Organisationsabteilung und der Abteilung für zentrale Dienste. Nach Gründung der Region Hannover übernahm er Führungsaufgaben in der Personal- und Organisationsentwicklung der Behörde. Ab 2012 verantwortete Köhne als Regionsoberamtsrat und Teamleiter des Teams Arbeits- und Gesundheitsschutz/Gesundheitsmanagement die Konzeption und den Aufbau eines Gesundheitsmanagements für die Beschäftigten der Region Hannover.
Seit 1996 ist Jürgen Köhne kommunalpolitisch aktiv, zunächst, bis 2006, als Fraktionssprecher im Ortsrat des Laatzener Ortsteils Rethen. Seit 2001 Mitglied der CDU, war er von 2006 bis 2011 Fraktionsvorsitzender im Stadtrat Laatzen. Bei der Bürgermeisterwahl am 25. Mai 2014 setzte er sich im ersten Wahlgang mit einem Stimmenanteil von 50,6 % gegen Amtsinhaber Thomas Prinz (SPD) durch.
Seit 1995 ist Köhne stellvertretender Vorsitzender des TSV Rethen/Leine e. V.
Jürgen Köhne hat eine Tochter aus früherer Ehe. Am 18. August 2015 heiratete er seine Lebensgefährtin Marita Flasbart (nun Köhne); sie leben zusammen in Gehrden.